# ۲۰۳۳ (فیلم)
«۲۰۳۳» (انگلیسی: 2033 (film)) فیلمی در ژانر علمی–تخیلی است که در سال ۲۰۰۹ منتشر شد.